# Cetvadászat Feröeren

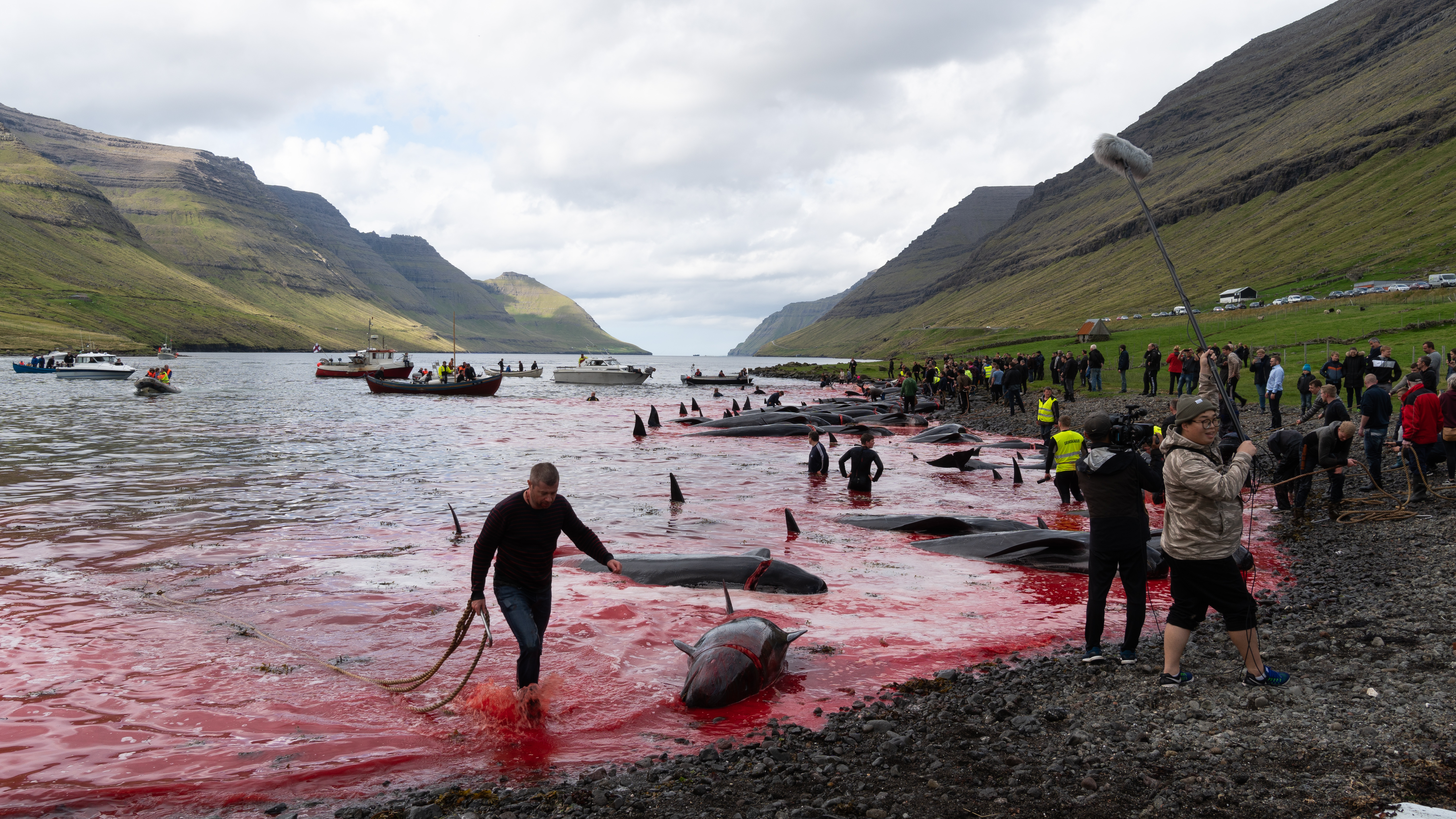
Cetvadászat 2018-ban

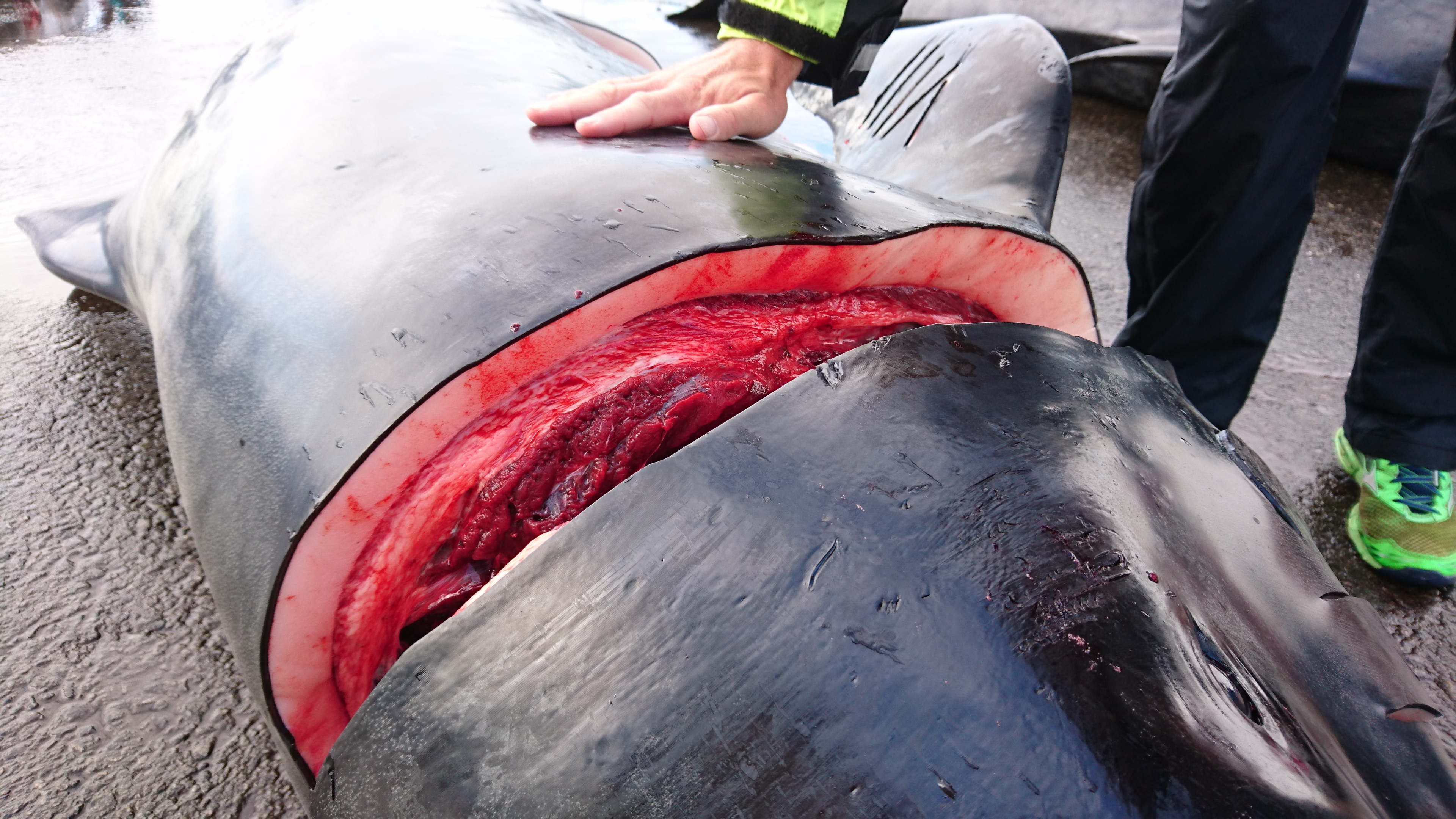
Leölt hosszúszárnyú gömbölyűfejű-delfin a parton. A ceteket éles késsel ölik meg, elvágva a gerincvelőt és ezzel megszakítva az agy vérellátását

A cetvadászatot Feröeren legalább a 10. század óta űzik. Az ősi bálnavadászat a családok túléléséhez nélkülözhetetlen volt. A cethús és -szalonna alapvető része volt az ősi feröeri étrendnek és az is maradt napjainkig. A vadászatot a feröeri hatóságok szabályozzák. Az International Whaling Commission (IWC) nem hagyja jóvá, vitatott azonban, hogy a bizottság hatásköre kiterjed-e a kisebb cetekre. Évente mintegy 950-1000 állatot zsákmányolnak a helyi vadászok, főként a nyári időszakban; ezek túlnyomó többsége hosszúszárnyú gömbölyűfejű-delfin, de vadásznak északi kacsacsőrű cetre és atlanti fehérsávos delfinre is. A delfinfélék bálnaszerű, melegvérű, intelligens emlősők.
A feröeri nyelven grindadrápnak nevezett vadászat nem kereskedelmi célú, és helyi közösségi szinten szerveződik: bárki részt vehet benne. Az állatokat húsukért és zsírjukért vadásszák, és a helyi élelmiszer-ellátás részét képezik a halászat, a juhtenyésztés, valamint a kis mennyiségű madárfogás, tejtermelés és burgonya-termesztés mellett. A legújabb kutatásokra alapozva azonban a feröeri tisztifőorvosok nem ajánlják a cetek húsát emberi fogyasztásra.
A feröeriek többsége kultúrájuk és történelmük szerves részének tekinti a cetvadászatot. Állatjogi csoportok ugyanakkor kegyetlen és fölösleges gyakorlatnak tartják. A vadászok szerint az újságírók többsége nem rendelkezik megfelelő ismeretekkel a vadászati módszereket és a cetvadászat gazdasági jelentőségét illetően. 

## Eredete

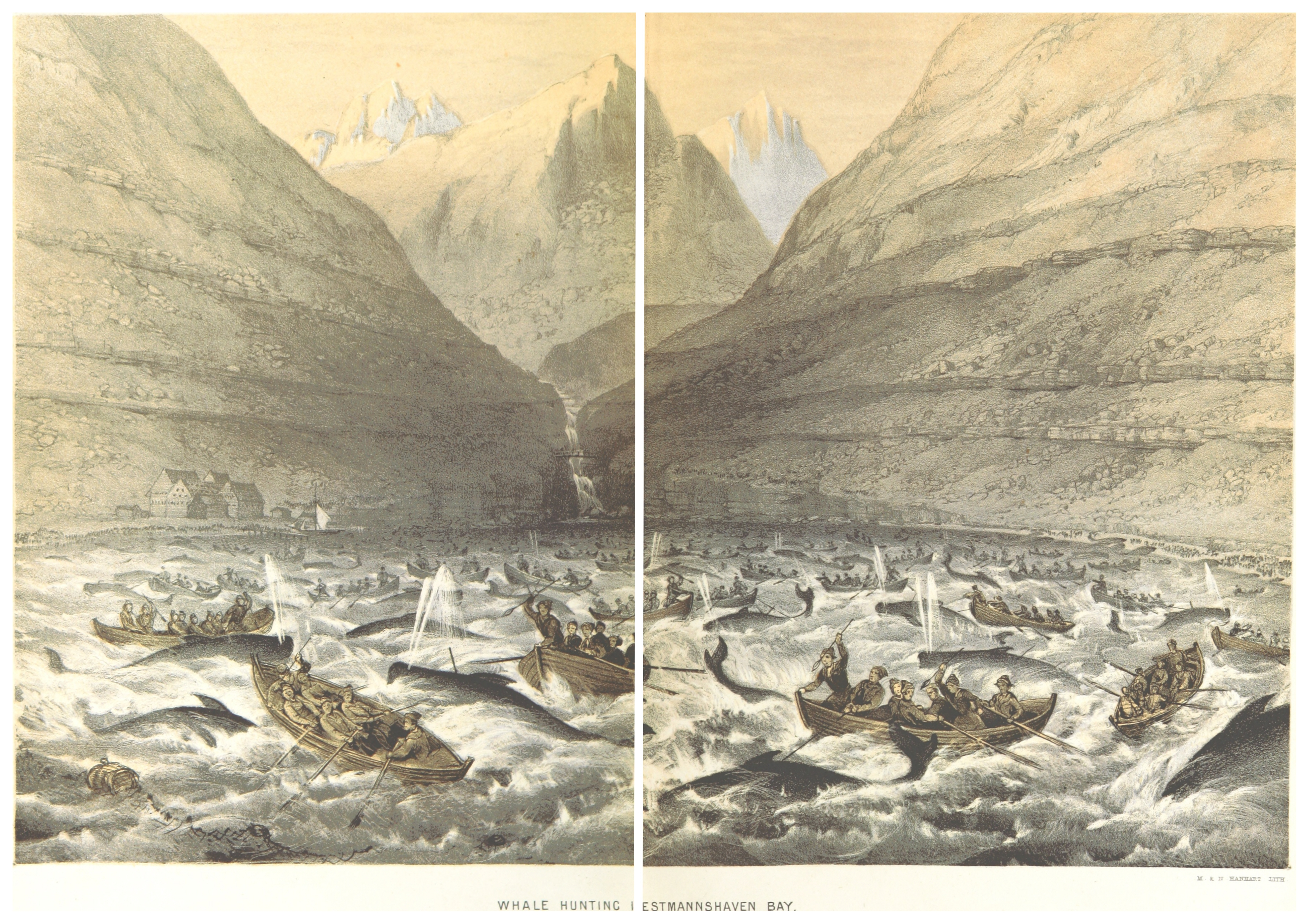
Hajtás Vestmanna közelében, 1854-ben

9. századból származó régészeti leletek – házmaradványok feltárása során talált delfincsontok – tanúsítják, hogy a cetvadászat már a viking korban központi szerepet játszott a feröeriek életében. A cetek húsa és zsírja a feröeriek étrendjének fontos része volt. Különösen jelentős volt a bálnazsír, amelyet nem csak táplálkozásra, de olajjá alakítva világításra és más célokra is használtak. A bőr egyes részeiből köteleket, a gyomorból úszókat készítettek. A nyelőcsövet cipők készítéséhez, a kiszárított és csíkokra hasított péniszt pedig a bőrcipők összevarrásához használták.
A cetvadászathoz való jogokat a középkor óta törvényileg szabályozták. Már korai norvég iratokban is találhatók erre való utalások, míg a legrégebbi, konkrétan Feröerre vonatkozó jogi szöveg, a Juhlevél szabályozza a cetvadászathoz való jogot és a zsákmányból való részesedést mind a partra sodródott, mind az oda hajtott cetek esetében. A szervezett cetvadászat első írásos említése 1584-ből származik.

## A vadászat

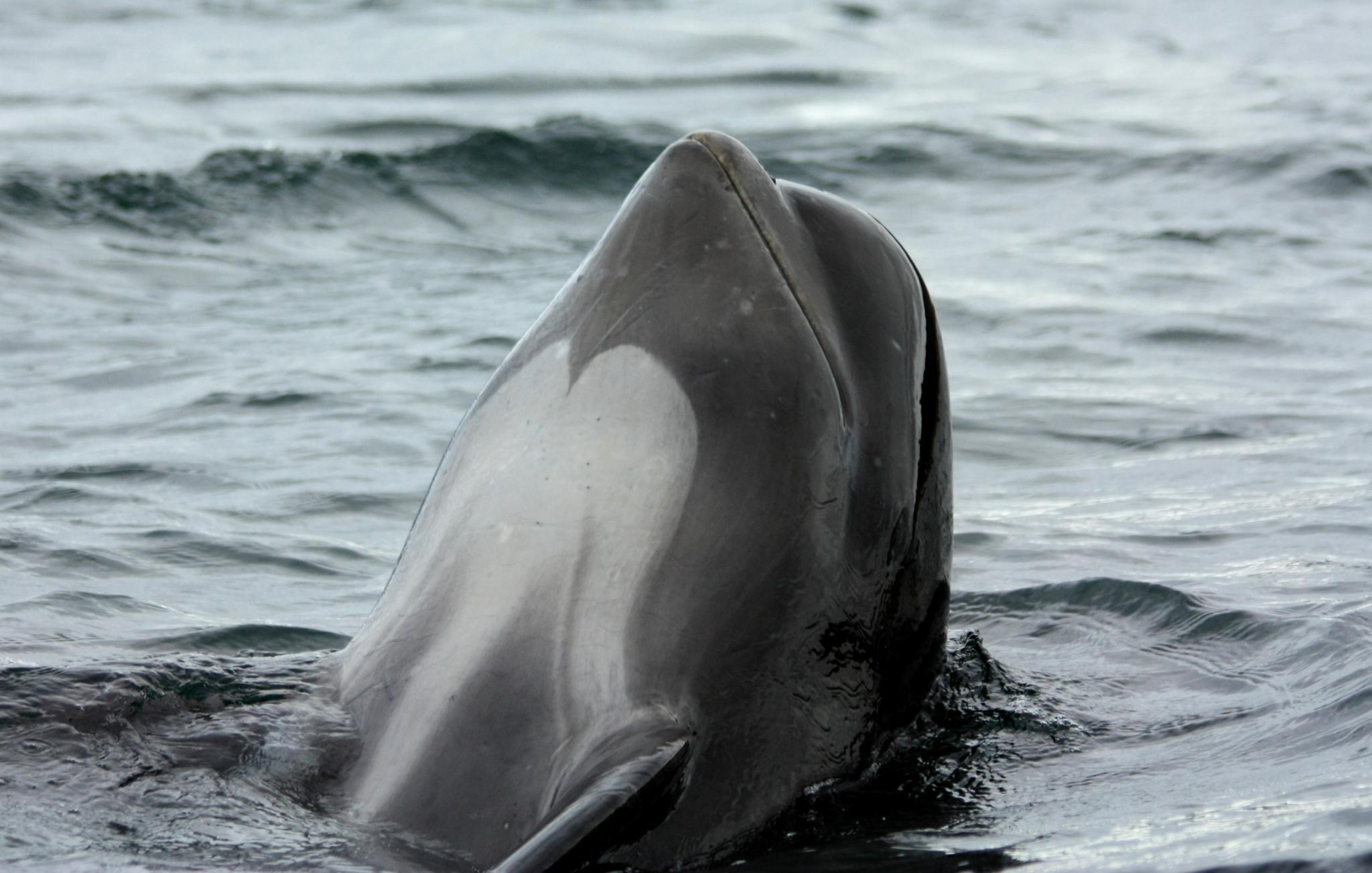
északi hosszúszárnyú gömbölyűfejű-delfin

A feröeri cetvadászat a hosszúszárnyú gömbölyűfejű-delfin (latinul: Globicephala melas, feröeriül: grindahvalur) nevű fajt érinti, amely nagy számban fordul elő az északi és a déli félteke mérsékelt, szub-arktikus vizeiben. Rajokban, azaz néhánytól akár ezer példányig terjedő létszámú csoportokban vándorol. A hímek elérhetik a 2,5 tonnás és 6,5 méteres méretet, míg a nőstényeknél ez 1,5 tonna és 5,5 méter lehet. A faj állományát az Északi-Atlanti-óceán keleti és középső részén 778 000 példányra becsülik.

### A vadászat menete

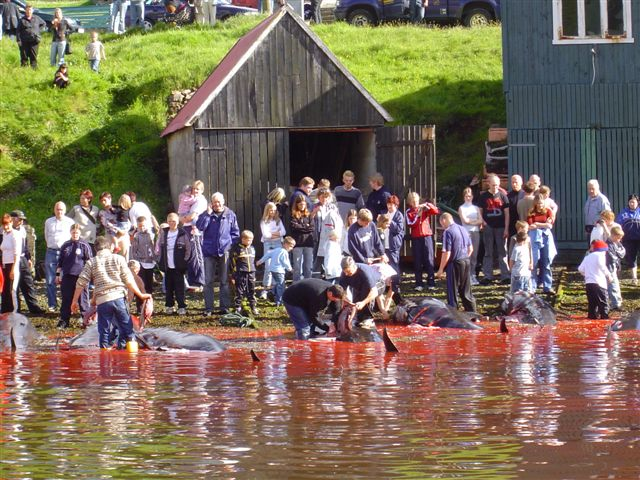
Cetvadászat Vágurban

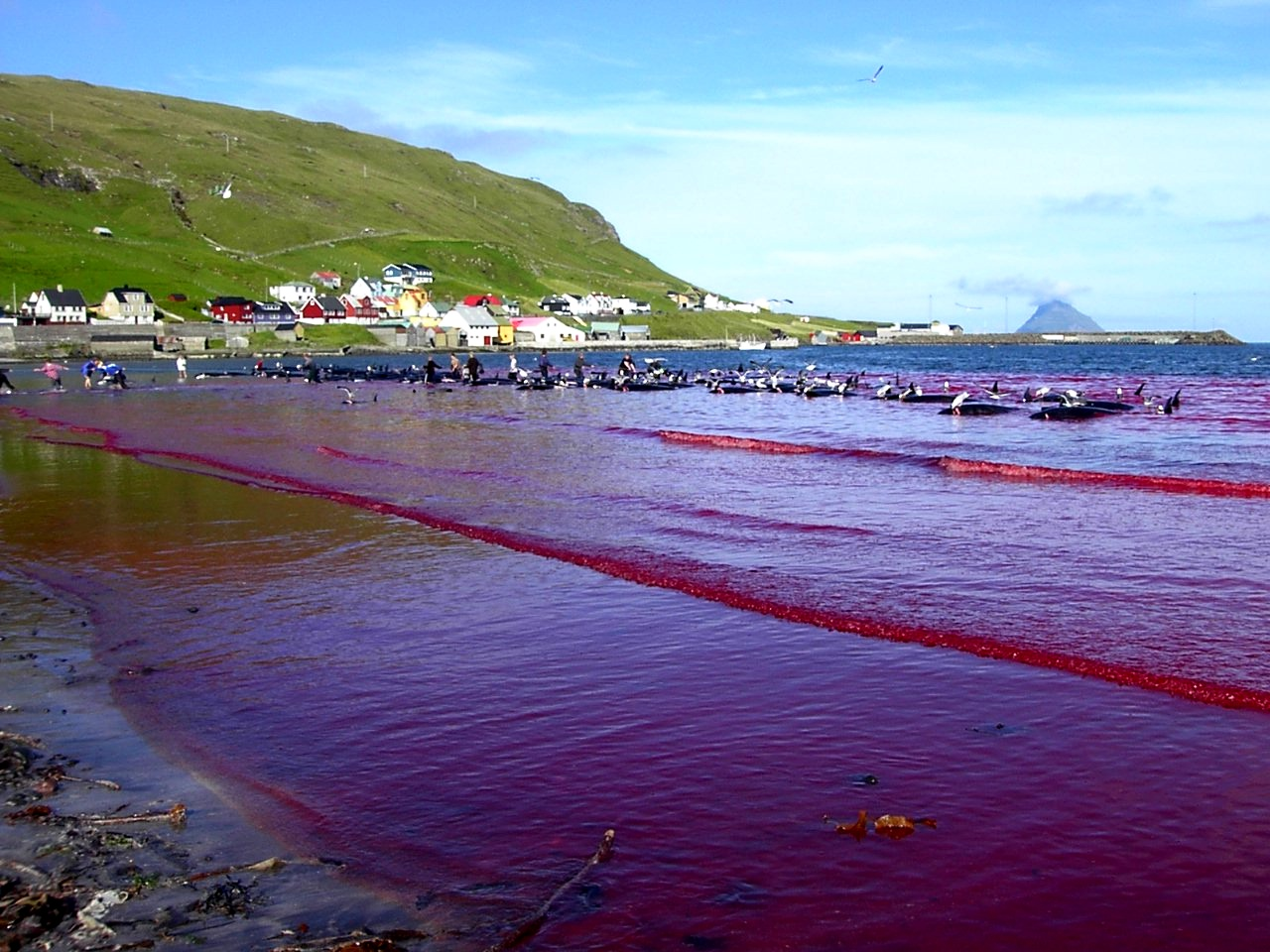
Vértől vörösre festett öböl Hvalba közelében

A cetek hajtására akkor kerül sor, ha egy rajt a parthoz közel észlelnek, legtöbbször egy helyi halászbárkáról vagy kompról, és amikor ezt az időjárás is lehetővé teszi. Ez az év bármely időszakában megtörténhet, de a legjellemzőbb hónapok a július és az augusztus, amikor a napok hosszúak és az időjárás viszonylag kiszámítható. Az észlelés hírét továbbítják a választott cetvadászati tisztviselőknek és a körzet felügyelőjének (sýslumaður), és a lehető leggyorsabban értesítenek mindenkit a helyi közösségben, hogy elég ember és csónak gyűljön össze a hajtásra. A munkáltatók általában elengedik alkalmazottaikat a vadászat idejére.
A vadászok először csónakokkal félkörben körbeveszik a ceteket, majd lassan és nyugodtan egy kiválasztott, vadászat céljára engedélyezett öbölbe vagy fjord végébe hajtják őket. A vadászat vezetőjének jelzésére kötélre kötött köveket dobnak a vízbe a cetek mögött, ezzel a part felé hajtva őket, ahol megfeneklenek. A szabályozás szerint ha egy csoport nem hajtható a partra ezzel a módszerrel, akkor vissza kell terelni a tengerre.
A parton férfiak gyűlnek össze, hogy levágják a partra vetett ceteket. Az állatok nagy része eléggé kisodródik a partra ahhoz, hogy ne kelljen kijjebb húzni. A vízben beljebb megfeneklő állatokat azonban kijjebb kell vontatni. Ezt hagyományosan egy kötél végére kötött acélkampóval végezték, amit az állat hátába vágtak. Az elmúlt években egy új fajta, tompa végű kampót fejlesztettek ki, amit a cetek légzőnyílásába kell akasztani; napjainkban túlnyomórészt ezt használják. A régi fajta hegyes kampó továbbra is fontos szerepet játszik a már levágott állatok szállítása során.
A ceteket egy éles késsel ölik meg. A vágás az állat tarkóján a fej és a nyak között, egy kéz szélességben a kifúvólyuk mögött történik, elvágva a gerincvelőt és ezzel megszakítva az agy vérellátását, ami másodperceken belül eszméletvesztéshez és az állat kimúlásához vezet. A levágás módszereit évek óta állatorvosi monitoring program keretében vizsgálják, ami megmutatja az egyes állatok kimúlási idejét, valamint a vadászat megszervezése és a használt felszerelés hatékonyságát. A vizsgálatok eredményeit számos, a humánus vadászati módszerekkel foglalkozó nemzetközi szakmai megbeszélésen osztották meg. Feröer aktívan részt vesz a NAMCO vadászati módszerekkel foglalkozó bizottságának munkájában.
A vadászat drámai és véres látványt nyújt. Delfinek egész rajait vágják le a parton és sekély öblökben. Késsel vágják el a gerincvelőt, megszakítva az agy vérellátását, ami a körülményeknek megfelelő leghumánusabb módszer, de eredményeképpen rengeteg vér kerül a vízbe.

### A zsákmány elosztása

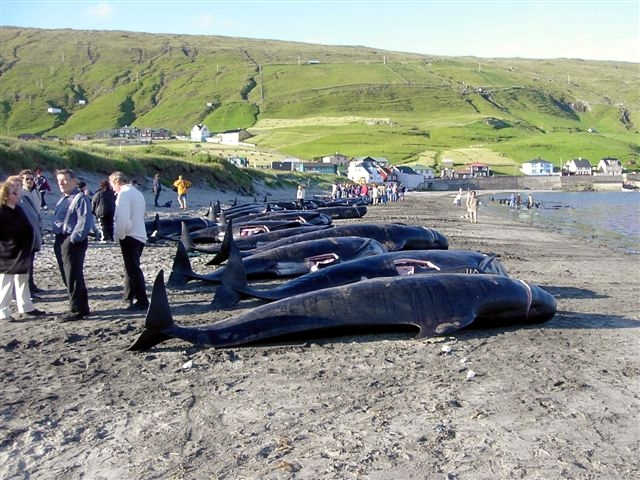
Leölt gömbölyűfejű delfinek a suðuroyi Hvalba tengerpartján, 2002. augusztus 11-én

A zsákmányt a vadászatban résztvevők és a helyi vadászati körzet lakosai között osztják el egy összetett, hagyományos közösségi elosztási rendszer szerint. Az elosztást az illetékes felügyelő ellenőrzi. Az elosztás egysége a skinn, egy hagyományos mértékegység, ami 34 kg bálnazsírnak vagy 38 kg húsnak felel meg. Az elejtett ceteket megszámozzák, skinnben mért értéküket pedig római számokkal jelölik.
Amikor a számításokat elvégezték, a jogosultakat értesítik, hogy hányas számú állatból hány skinn értékben jut nekik. Az adott állaton osztozó többi emberrel együtt feldarabolják, és hazaviszik a nekik járó részt. Ezt az értesítés után minél gyorsabban meg kell ejteni, hogy elkerüljék a hús megromlását és kárba veszését. A zsákmányt soha nem dolgozzák fel ipari módszerekkel. Az elosztást követő 24 órán belül a helyi önkormányzat köteles gondoskodni a maradványok eltakarításáról.
A legtöbb körzetben szokás szerint a zsákmány egy részét a helyi kórháznak, bölcsődének, gondozónak vagy más szociális intézménynek adják. Nagyobb településeken előfordul, hogy a szétosztás után egyes magánrészesedéseket eladnak a helyi élelmiszerboltoknak vagy éttermeknek.

## Gazdasági jelentősége

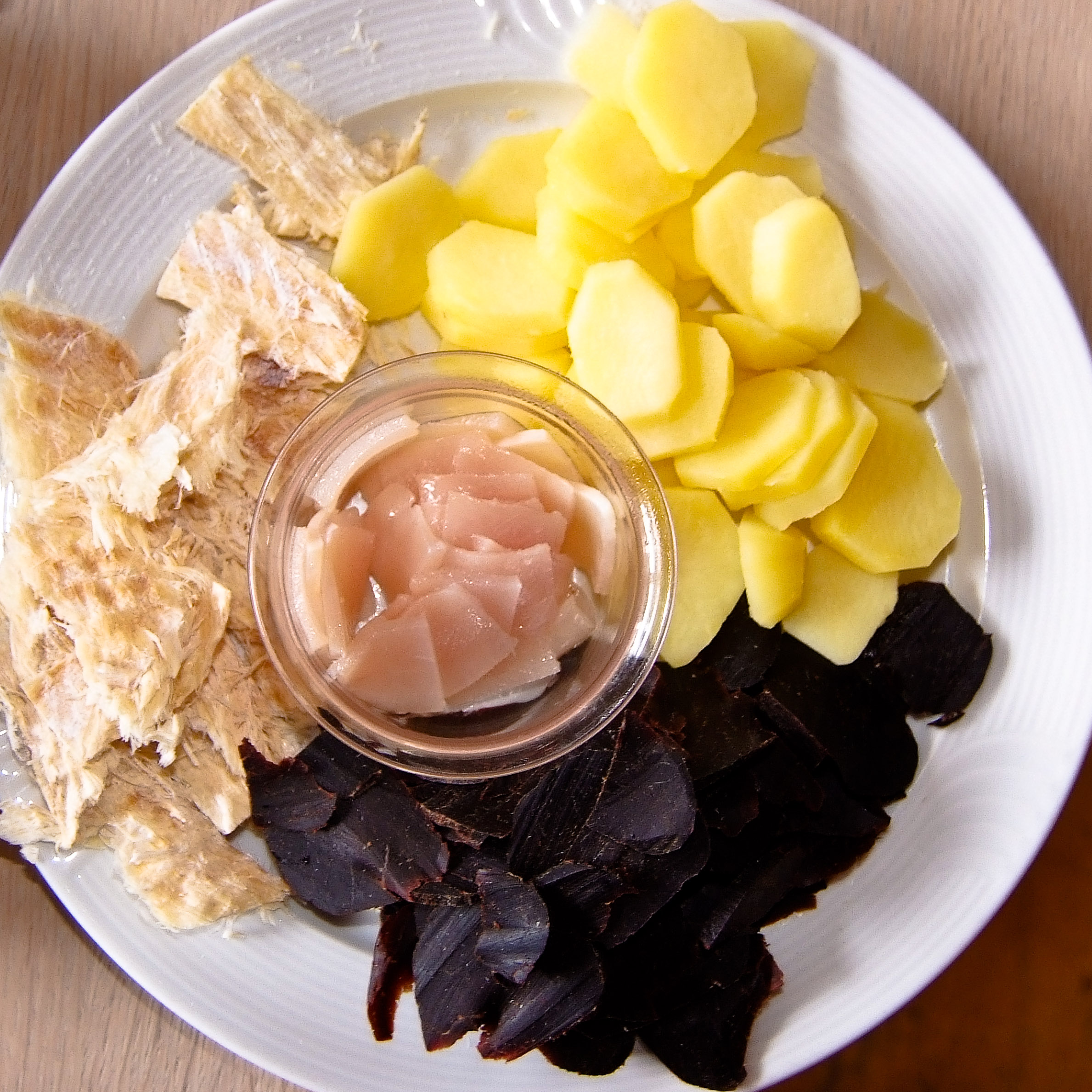
Tvøst og spik – cethús (fekete) és bálnazsír (középen) szárított hallal és burgonyával –, egy jellegzetes feröeri étel

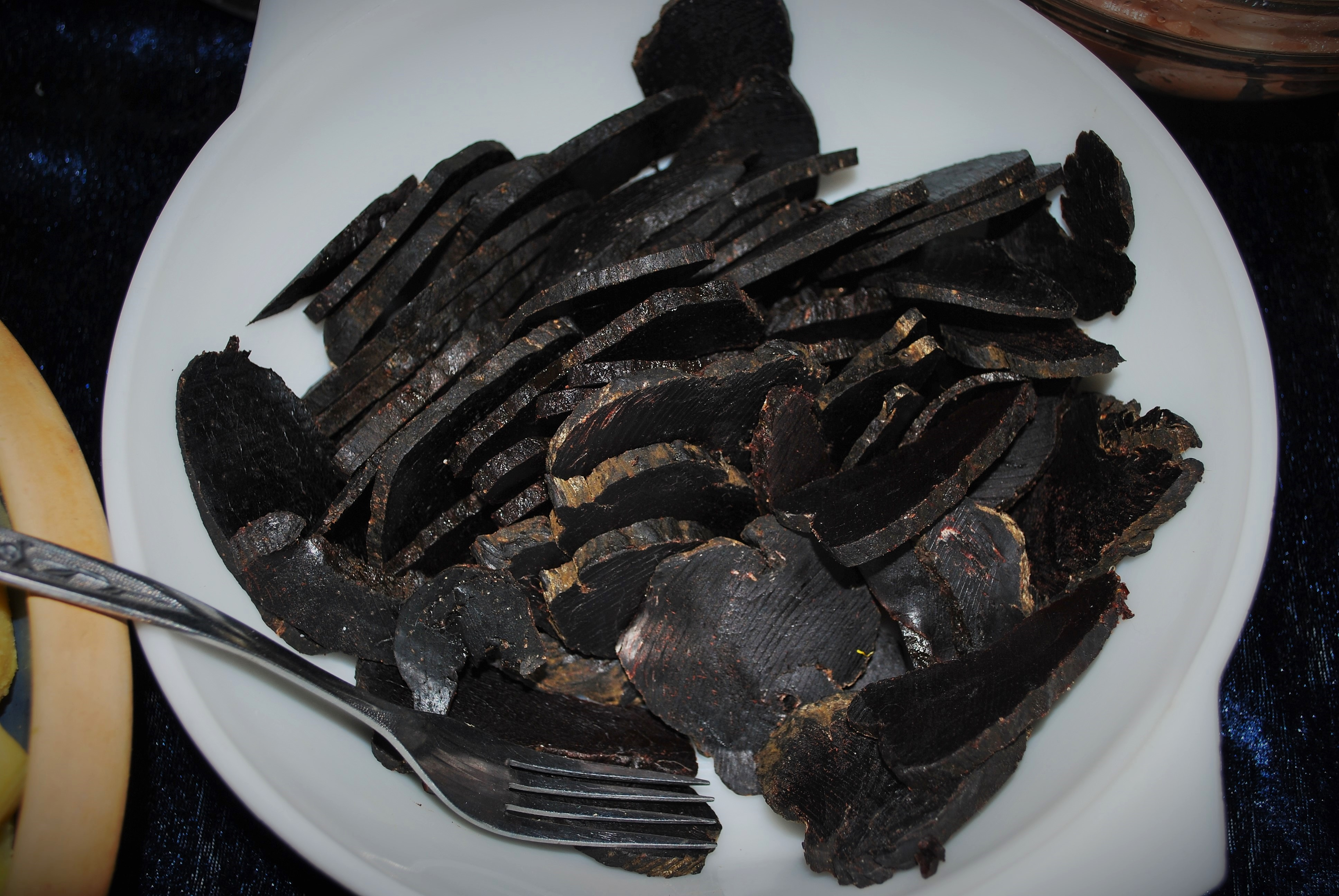
Szárított, feketére szineződött, szeletelt delfinhús

Az állatokat húsukért és zsírjukért vadásszák, és a helyi élelmiszer-ellátás részét képezik a halászat, a juhtenyésztés, valamint a kis mennyiségű madárfogás, tejtermelés és burgonya-termesztés mellett. A zsákmány elosztása természetben, pénz használata nélkül történik a vadászatban résztvevők és az adott vadászati körzet lakossága között. Ennek megfelelően értéke nem jelenik meg a GDP-ben, de a kiváltott import értéke és környezeti hatása megbecsülhető. Évi 950 cet (ez az 1990–1999 közötti tíz év átlaga) nagyjából 500 tonna húst és bálnazsírt jelent, ami a helyi hústermelés mintegy 30%-a. A feröeri kormány adatai szerint évente átlagosan 600 hosszúszárnyú gömbölyűfejű-delfint ejtenek el. Atlanti fehérsávos delfint kisebb számban zsákmányolnak, 2020-ban például 35 darabot, 2019-ben pedig mindössze 10-et.
A cethúst és bálnazsírt többféle módon tárolják, készítik el és fogyasztják. A friss húst megfőzik, vagy steakként tálalják fel bálnazsírral és burgonyával. A hús és zsír fagyasztóban is eltartható, de a hagyományos módszereknek megfelelően szárazon sózva vagy sós vízben is tárolják. A húst csíkokban kiakasztva szélben is szárítják, majd több hét után nyersen fogyasztják vékony szeletekben. A bálnazsírt szívesen fogyasztják vékony szeletekben szárított hal mellé.

### Egészségügyi kockázatok
A feröeri tisztifőorvosok 2008-ban bejelentették, hogy a cetek húsát és zsírját a legújabb kutatási eredmények fényében nem ajánlja emberi fogyasztásra. Pál Weihe és Høgni Debes Joensen – Feröeren végzett kutatásokra alapozott – tájékoztatása szerint az állatok húsa túl sok higanyt, poliklórozott bifenilt (PCB) és DDT-származékot tartalmaz ahhoz, hogy biztonságosan fogyasztható legyen. Ezek az anyagok – különösen a higany – tartós egészségkárosodást okozhatnak. A kutatások szerint károsítják a magzati idegrendszeri fejlődést, magas vérnyomást, gyermekeknél megromlott immunitást okoznak, valamint növelik a Parkinson-kór, a keringési problémák és a felnőttek terméketlenségének kockázatát.

## Nemzeti szabályozás
A cetvadászatot Feröeren kormányrendelet szabályozza, amely részletesen meghatározza a vadászat megszervezésére, felügyeletére és végrehajtására vonatkozó előírásokat, a levágási módszereket és az engedélyezett eszközöket, valamint a zsákmány elosztásának szabályait. A szabályokat folyamatosan felülvizsgálják, és az elmúlt években többször változtattak rajtuk, hogy megfeleljenek a technológiai fejlődésnek, illetve pontosítsanak néhány szervezési részletet a hajtás és az elosztás vonatkozásában. A szigony használata több mint 20 éve tilos.
A szabályzat Feröer területét 9 cetvadászati körzetre osztja. Ezekben összesen 23 jóváhagyott öböl található, amelyek megfelelő jellemzőkkel bírnak az állatok partra tereléséhez. A vadászatot a körzet felügyelője ellenőrzi; ezen kívül minden jóváhagyott öböl négy választott vadászati vezetővel rendelkezik. A cetvadász egyesület (Grindamannafelagið) teret biztosít a vadászattal kapcsolatos megbeszéléseknek és vitáknak. A vadászat szabályozásáért, valamint a cetek állományával foglalkozó nemzetközi tudományos és környezetvédelmi szervezetekben való részvételért a halászati minisztérium felelős.

## Nemzetközi visszhang
A Sea Shepherd Conservation Society 2011 júliusában Feröerre készült, hogy tiltakozzon a cetvadászat ellen, de hajójukat Skóciában lefoglalták egy máltai halászati cég kártérítési követelései miatt.